# Ko Chang-seok
Ko Chang-seok (en hangul, 고창석; nacido en Busan el 13 de octubre de 1970) es un actor surcoreano. Ko comenzó su carrera en el escenario, actuando en obras de teatro y musicales durante muchos años antes de pasar a pequeños papeles en películas. Una vez se ganó la vida trabajando en granjas y fundiciones de hierro, luego adquirió fama a través de sus papeles de robo de escena en las películas de Jang Hoon, en particular como director de cine en Rough Cut (2008), y como jefe de una pandilla vietnamita en Secret Reunion (2010). Desde entonces se ha convertido en uno de los actores secundarios más activos del cine coreano.
La esposa y la hija de Ko en la vida real interpretaron a la familia de su personaje en la película de época The Showdown (2011).

## Filmografía

### Cine
| Año  | Título                               | Hangul                   | Papel                                                | Notas              | Ref.          |
| ---- | ------------------------------------ | ------------------------ | ---------------------------------------------------- | ------------------ | ------------- |
| 2001 | Superman in Early Summer             | 이른 여름, 슈퍼맨        | Superman                                             | Cortometraje       |               |
| 2004 | The Last Wolf                        | 마지막 늑대              | Narrow Eyes                                          |                    |               |
| 2005 | Sympathy for Lady Vengeance          | 친절한 금자씨            | Marido de Woo So-young                               |                    |               |
| 2006 | Running Wild                         | 야수                     | Miembro de la banda                                  |                    |               |
| 2006 | The Host                             | 괴물                     | Ordenanza 1 en sala de aislamiento                   |                    |               |
| 2006 | Ice Bar                              | 아이스케키               | Policía 1                                            |                    |               |
| 2006 | No Mercy for the Rude                | 예의없는 것들            | Piano                                                |                    |               |
| 2007 | Soo                                  | 수                       | Yakuza 1                                             |                    |               |
| 2007 | Going by the Book                    | 바르게 살자              | Woo Jong-dae                                         |                    |               |
| 2008 | Rough Cut                            | 영화는 영화다            | Director Bong                                        |                    |               |
| 2008 | Outing                               | 소풍                     | Go Pil-joong                                         |                    |               |
| 2008 | Antique                              | 서양골동양과자점 앤티크  | Gerente de club gay                                  |                    |               |
| 2009 | Insadong Scandal                     | 인사동 스캔들            | Hojinsa, presidente de la fábrica de falsificaciones |                    |               |
| 2009 | The Case of Itaewon Homicide         | 이태원 살인사건          | Padre de Alex                                        |                    |               |
| 2009 | City of Fathers                      | 부산 – 父.山             | Kim Kang-soo                                         |                    |               |
| 2010 | Secret Reunion                       | 의형제                   | Jefe de la banda vietnamita                          |                    |               |
| 2010 | A Barefoot Dream                     | 맨발의 꿈                | Park In-gi                                           |                    |               |
| 2010 | Second Half                          | 맛있는 인생              | Propietario del restaurante de sushi Mr. Ko          | Cameo              |               |
| 2010 | Hello Ghost                          | 헬로우 고스트            | Fantasma fumador empedernido                         |                    |               |
| 2011 | The Showdown                         | 혈투                     | Du-soo                                               |                    |               |
| 2011 | My Black Mini Dress                  | 마이 블랙 미니드레스     | Director                                             | Cameo              |               |
| 2011 | The Front Line                       | 고지전                   | Yang Hyo-sam                                         |                    |               |
| 2011 | Quick                                | 퀵                       | Detective Seo                                        |                    |               |
| 2011 | Mr. Idol                             | Mr. 아이돌               | Han Jong-tak                                         |                    |               |
| 2012 | Over My Dead Body                    | 시체가 돌아왔다          | Hwang Sung-koo                                       |                    |               |
| 2012 | Miss Conspirator                     | 미스 고                  | Detective So                                         |                    |               |
| 2012 | The Suck Up Project: Mr. XXX-Kisser  | 아부의 왕                | Sung-cheol                                           |                    |               |
| 2012 | Dangerously Excited                  | 나는 공무원이다          | Juez de música                                       | Cameo              |               |
| 2012 | The Grand Heist                      | 바람과 함께 사라지다     | Hong Seok-chang                                      |                    |               |
| 2012 | Almost Che                           | 강철대오: 구국의 철가방  | Oficial de policía Kim                               |                    |               |
| 2013 | Secretly, Greatly                    | 은밀하게 위대하게        | Seo Sang-gu                                          |                    |               |
| 2013 | The Spy: Undercover Operation        | 스파이                   | Jefe de departamento Jin                             |                    |               |
| 2013 | The Face Reader                      | 관상                     | His Excellency Choi                                  | Cameo              |               |
| 2014 | The Huntresses                       | 조선미녀 삼총사          | Mu-myeong ("No Name")                                |                    |               |
| 2014 | Tabloid Truth                        | 찌라시: 위험한 소문      | Baek Moon                                            |                    |               |
| 2014 | Slow Video                           | 슬로우 비디오            | Doctor Seok                                          |                    |               |
| 2014 | The Con Artists                      | 기술자들                 | Goo-in                                               |                    |               |
| 2016 | Seondal: The Man Who Sells the River | 봉이 김선달              | Bo-won                                               |                    |               |
| 2017 | A Taxi Driver                        | 택시운전사               | Padre de Sang-goo                                    | Aparición especial |               |
| 2018 | Be with You                          | 지금 만나러 갑니다       | Hong-goo                                             |                    |               |
| 2019 | Jesters: The Game Changers           |                          |                                                      |                    | [ 7 ]         |
| 2019 | Race to Freedom: Um Bok Dong         | 자전차왕 엄복동          |                                                      |                    |               |
| 2020 | Innocence                            | 결백                     | Vendedor de semillas                                 |                    |               |
| 2021 | Sinkhole                             | 싱크홀                   | Equipo de rescate                                    |                    | [ 8 ]         |
| 2021 | Miracle: Letters to the President    | 기적                     | Padre de Ra-hee                                      | Aparición especial | [ 9 ]         |
| 2022 | I Want to Know Your Parents          | 니 부모 얼굴이 보고 싶다 | Jung                                                 |                    | [ 10 ] [ 11 ] |
| 2022 | Broker                               | 브로커                   | Go Gwang-soo                                         |                    |               |
| 2022 | Dream                                | 드림                     | Jeon Hyo-bong                                        |                    | [ 12 ] [ 13 ] |
| 2022 | Project Wolf Hunting                 | 늑대사냥                 | Go Kun-bae                                           |                    | [ 14 ]        |
| 2025 | La partida de go                     | 승부                     | Cheon Seung-pil                                      |                    | [ 15 ] [ 16 ] |

### Series de televisión
| Año  | Título                  | Hangul              | Papel              | Canal      | Notas        | Ref.          |
| ---- | ----------------------- | ------------------- | ------------------ | ---------- | ------------ | ------------- |
| 2009 | Dream                   | 드림                | Straw              | SBS        |              |               |
| 2013 | Ad Genius Lee Tae-baek  | 광고천재 이태백     | Ma Jin-ga          | KBS2       |              |               |
| 2013 | Monstar                 | 몬스타              | Maestro de judo    | Mnet - tvN | Cameo, ep. 5 |               |
| 2013 | Buen doctor             | 굿 닥터             | Jo Jung-mi         | KBS2       |              |               |
| 2014 | El guardián de la noche | 야경꾼일지          | Ministro Ddoong    | MBC        |              |               |
| 2015 | Kill Me, Heal Me        | 킬미,힐미           | Seok Ho-pil        | MBC        |              |               |
| 2017 | Hit the Top             | 최고의 한방         | Fotógrafo          | KBS2       | Cameo, ep. 1 |               |
| 2018 | Miracle That We Met     | 우리가 만난 기적    | Song Hyun-chul (B) | KBS2       |              |               |
| 2018 | Encounter               | 남자친구            | Nam Myeong-sik     | tvN        |              | [ 17 ]        |
| 2020 | Memorist                | 메모리스트          | Gu Kyung-tan       | tvN        |              | [ 18 ]        |
| 2022 | Today's Webtoon         | 오늘의 웹툰         | On Gi-bong         | SBS        |              | [ 19 ]        |
| 2022 | Glitch                  | 글리치              |                    | Netflix    | Serie web    | [ 20 ]        |
| 2024 | El heredero ilegítimo   | 로얄로더            | Chae Dong-wook     | Disney+    | Serie web    | [ 21 ] [ 22 ] |
| 2025 | My Dearest Nemesis      | 그놈은 흑염룡       | Baek Won-seop      | tvN        |              | [ 23 ] [ 24 ] |
| 2025 | Luces, cámara, ¡amor!   | 멜로무비            | Ma Sang-u          | Netflix    | Serie web    | [ 25 ]        |
| 2025 | Way Back Love           | 내가 죽기 일주일 전 | Jeong Il-beom      | TVING      | Serie web    | [ 26 ]        |

### Programas de televisión
| Año  | Título                    | Papel             | Ref.   |
| ---- | ------------------------- | ----------------- | ------ |
| 2022 | Take Care of Me This Week | Reparto principal | [ 27 ] |

## Teatro
| Año  | Título                    | Hangul               | Papel  | Reposiciones    | Ref.   |
| ---- | ------------------------- | -------------------- | ------ | --------------- | ------ |
| 2003 | Tale of Ungnyeo           | 웅녀 이야기          |        |                 |        |
| 2006 | Sachoom                   | 사랑하면 춤을 춰라   |        |                 |        |
| 2012 | The Cherry Orchard        | 벚꽃동상             |        |                 |        |
| 2012 | The Human Comedy          | 휴먼코미디           |        |                 |        |
| 2012 | Woyzeck                   | 보이첵               |        | 2013            |        |
| 2012 | Sachoom                   | 사랑한다면 춤을 춰라 |        |                 |        |
| 2012 | A Midsummer Night's Dream | 여름밤의 꿈          |        |                 |        |
| 2012 | Godspell                  | 가스펠               |        |                 |        |
| 2012 | Dulpul                    | 들풀                 |        |                 |        |
| 2012 | Jang Bogo, the Sea God    | 해상왕 장보고        |        |                 |        |
| 2012 | Le Passe-Muraille         | 벽을 뚫는 남자       | Fiscal | 2013, 2015-2016 |        |
| 2014 | Kinky Boots               | 킹키부츠             | Don    | 2022            | [ 28 ] |

## Premios y nominaciones
| Año  | Premios                                                       | Categoría                  | Papel                               | Resultado | Ref.   |
| ---- | ------------------------------------------------------------- | -------------------------- | ----------------------------------- | --------- | ------ |
| 2008 | Premios KMDb초 이워스                                         | Mejor actor de reparto     | Rough Cut                           | Ganador   |        |
| 2008 | 29.os premios Blue Dragon Film                                | Mejor actor de reparto     | Rough Cut                           | Nominado  |        |
| 2008 | 7.os premios Korean Film                                      | Mejor actor de reparto     | Rough Cut                           | Nominado  |        |
| 2010 | 18.os premios Chunsa Film Art                                 | Mejor actor de reparto     | A Barefoot Dream                    | Ganador   |        |
| 2010 | 47.os premios Grand Bell                                      | Mejor actor de reparto     | A Barefoot Dream                    | Nominado  |        |
| 2010 | 31.os premios Blue Dragon Film                                | Mejor actor de reparto     | Secret Reunion                      | Nominado  |        |
| 2011 | 20.os premios Buil Film                                       | Mejor actor de reparto     | The Front Line                      | Ganador   |        |
| 2011 | 48.os premios Grand Bell                                      | Mejor actor de reparto     | The Showdown                        | Nominado  |        |
| 2011 | 32.os premios Blue Dragon Film                                | Mejor actor de reparto     | The Front Line                      | Nominado  |        |
| 2013 | 7.os premios The Musical                                      | Mejor actor de reparto     | Le Passe-Muraille                   | Nominado  |        |
| 2013 | Premios KBS Drama                                             | Mejor actor de reparto     | Buen doctor, Ad Genius Lee Tae-baek | Nominado  |        |
| 2023 | Premios de Cultura y Entretenimiento de la República de Corea | Excelencia (actor de cine) | Dream                               | Ganador   | [ 29 ] |